# Erik Mattsson

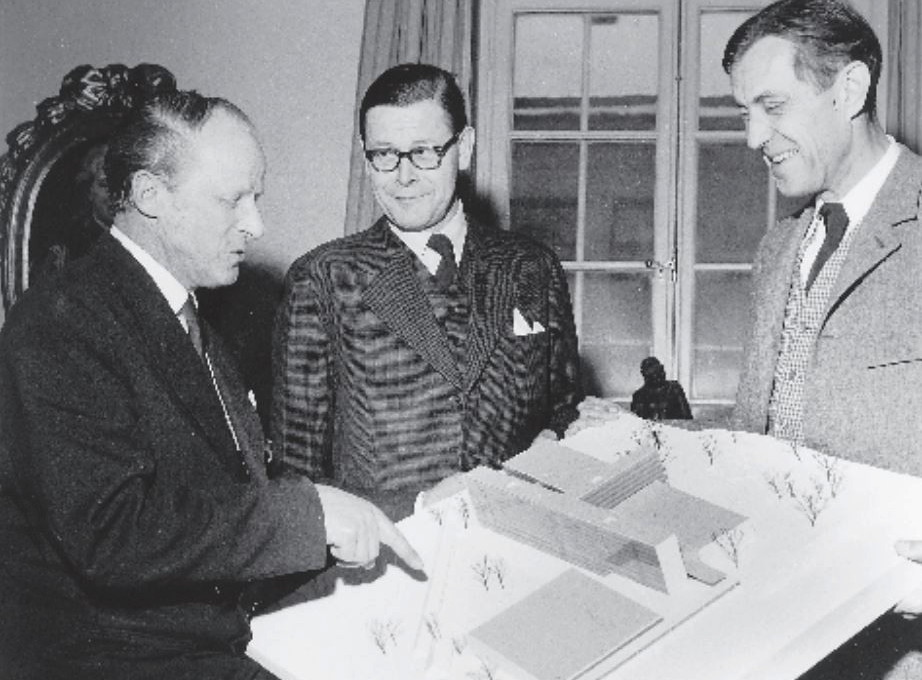
Modellen för nya Radiohuset presenteras på en presskonferens 20 januari 1958. Från vänster: Erik Mattsson, byggnadsrådet Hans Brunnberg och arkitekten Sune Lindström.

Erik Henrik Mattsson, född den 19 januari 1899 i Stora Tuna församling, död den 8 maj 1966 i Täby, var en svensk tekniker, direktör och pionjär inom svensk radio och TV.
Han anställdes som telegrafelev vid Telegrafstyrelsen år 1916 och blev ordinarie telegrafassistent 1920. År 1923, två år innan Radiotjänst inledde sina sändningar, var han hallåman vid Telegrafstyrelsens försökssändningar med det nya radiomediet.

## Tekniskt ansvarig vid Radiotjänst
Under Radiotjänsts första tid var han tekniskt ansvarig för sändningarna. Telegrafstyrelsen och Radiotjänst hade under de första åren en ansvarsuppdelning som innebar att Telegrafstyrelsen skötte den tekniska produktionen och utsändningen medan Radiotjänst ansvarade för programinnehållet. Erik Mattsson blev år 1930 studiochef i Radiotjänst, samtidigt som han var chef för Telegrafstyrelsens rundradiocentral.
År 1939 blev Erik Mattsson ekonomichef i Radiotjänst, samtidigt som han hade kvar en befattning hos Telegrafstyrelsen. År 1942 lämnade han Telegrafstyrelsen och blev kombinerad ekonomi- och studiochef i Radiotjänst.

## VD i delad ledning
Erik Mattsson var administrativ direktör i Radiotjänst mellan 1949 och 1952 och företagets verkställande direktör åren 1952—1955, då chefsposten var delad mellan en VD (Mattsson) och en programansvarig radiochef, Elof Ehnmark. Detta delade chefsansvar har av radiomannen Nils-Olof Franzén beskrivits som "en högst olycklig konstruktion".
I samband med att Olof Rydbeck tillträdde som radiochef år 1955 slogs posterna samman igen och Erik Mattsson var mellan 1955 och hans pensionering år 1964 åter administrativ direktör i Radiotjänst, som 1957 bytte namn till Sveriges Radio.

## TV och nytt radiohus
Erik Mattsson var engagerad i arbetet med att införa television i Sverige. Han ledde Radiotjänsts interna televisionskommitté, och var Radiotjänsts representant i den statliga televisionsutredningen. Han representerade även Radiotjänst i Nämnden för televisionsforskning, som var ett samarbetsorgan där olika intressenter (bland dem Televerket, LM Ericsson och radioindustrin) var representerade.
Olof Rydbeck utsåg Erik Mattsson att leda arbetet med Sveriges Radios nya radiohus. Tillsammans med en annan radiopionjär, Sven Jerring, tog han det första spadtaget till bygget i maj 1958.

## Relationen till Rydbeck
Olof Rydbeck har beskrivit att Erik Mattsson hade svårt att släppa sin position som central makthavare inom Radiotjänst och skriver i sina memoarer I maktens närhet: "Ett av de stora problem som mötte mig när jag tillträdde som radiochef och som skulle bereda mig stora svårigheter under åratal hade ett namn, nämligen Erik Mattsson".
När Erik Mattsson pensionerades år 1964, efter ett mer än 40 år långt engagemang i utvecklingen och driften av svensk radio och TV, hade hans relation till Olof Rydbeck förbättrats. De stod då, som Rydbeck beskriver det i sina memoarer, "på vänskaplig fot".